# 林一方
林一方（1965年11月12日），政治工作者與社會運動人士。

## 簡介
林一方具有開創性格，長年從事體制外社會改革運動，倡導獨立意志，鼓吹公民不服從之聰明行動，是台灣教師聯盟創會會員林銘達之子，一家皆為社會運動參與者。1996年赴紐約留學，加入台灣獨立建國聯盟，並於該年台海飛彈危機之際率眾向華府中國大使館抗議。2005年底曾製作非常光碟，正式名稱為《亮麗下的醜陋》，未曾發行卻遭桃園檢警濫權起訴，抗議無效，最高法院後判違反選罷法，褫奪公權1年，全案確定。2007年更籌拍《二二八血淚史》。以各種方式積極支持台灣獨立建國運動。

## 創作與活動
2001年創辦台灣聯通科技（已於2007年解散），該公司引進串流影音技術，促成全國網路電台、電視台興起，並首創選戰網路直播，同時促成陳水扁總統透過全球視訊直播喊出「台灣中國、一邊一國」，並公開支持非常光碟《非常報導》。
2005年製作台灣電影《南方紀事之浮世光影》（英文：The Strait Story）是2005年上映的台灣電影，林一方擔任製片人，由黃玉珊導演。背景為日本時代知名雕刻家及畫家黃清埕從日本學成返台，搭乘由神戶啟程往基隆的巨輪「高千穗丸」，卻遭美國潛艇魚雷擊沉的大時代悲劇。本片為2005年高雄電影節開幕片[1]。日本上映譯名為『浮世光影』。
2005年因製作非常光碟《亮麗下的醜陋》，成為家喻戶曉的人，本片從來未曾發行，卻遭桃園檢警濫權起訴，但也因為經由媒體披露部分內容證據未被法院採信，後判有罪。2006年施明德發動百萬人民倒扁運動，林一方一人靜坐二二八和平紀念公園公開批判施明德。
2006年6月28日，林一方宣布將於2007年2月1日推出二二八事件電視影集《二二八血淚史》的首部曲《槍口下的冤魂》，預計2006年7月開拍，演員尚未敲定。2007年2月25日，《槍口下的冤魂》在由美國南加州台灣人權協會發起的「二二八事件六十周年紀念大會」首映。2008年，民進黨在立法委員選舉及總統選舉雙慘敗，《二二八血淚史》拍攝工作無以為繼，宣告胎死腹中。
2008年11月19日，林一方宣布將於同年11月24日展開「我們要活下去」千里苦行，全力鼓吹台灣人民同時罷免總統馬英九和民進黨主席蔡英文以「搶救台灣逐漸消失的人權」，預計於2009年1月1日走完全程。他在新聞稿中說：「馬英九倒行逆施，讓這塊土地自由的空氣一點一滴在流失，讓台灣人變得有嘴不能講、有腦不能想；而蔡英文的軟弱，無法挽狂瀾於既倒，只會害死台灣人於危難之際。因此罷免馬英九和蔡英文，就是搶救台灣人活下去權利的第一要務。」
2009年發表單曲「用心肝唱咱的歌」擔任製作人。
2010年，林一方體制外與體制內改革並行，參加民進黨台北市大安文山區市議員的黨內初選，因非常光碟判決，參選資格遭褫奪,繼續以「林一方獨立意志工作室」進行體制外改革。發起「為台灣而騎」系列活動，由臉書網友進行網上集資，於2011年2月單車騎行日本14天，於日本眾議院召開記者會，並接受日本Channel櫻政論節目採訪，與日本政界支持台灣人士合力推動「日本版台灣關係法」的立法。
2010年1月13日，林一方抨擊民進黨《台灣前途決議文》「非但未能讓台灣人真正落實當家作主的終極理想，也讓畢生追求獨立建國的台灣人民感受到遭民進黨邊緣化，讓活在這塊土地的人民價值錯亂」，主張：「民進黨唯有宣示廢除《台灣前途決議文》，才能再一次形塑台灣人集體共識，因為我們不樂見：半套民主、不想進步的黨，成了台灣人追求獨立、進步、永存的障礙與謬思。」廢除台灣前途決議文，才能凝聚台灣人集體共識。
2012年4月創辦「竹南咖啡」，成為全國知名的社運基地，苗栗各大自救會主要的集會場所，並促成「捍衛苗栗青年聯盟」的成立。
2013年8月16日抗議劉政鴻強拆大埔，主辦「守護苗栗音樂會」，由林一方擔任活動負責人與傅偉哲、陳為廷、林飛帆等千餘人蛋洗苗栗縣政府。兩天後8月18日與台灣農村陣線等率眾佔領內政部。
2014年3月18日反黑箱服貿，再度參與太陽花佔領行動，一舉佔領立法院。
2014年參選苗栗縣議員選舉，提出為一政見提醒，苗栗縣民「清算劉政鴻搞出來的財務爛帳，搶救苗栗縣府500億破產危機」，精準的預告了苗栗縣政府日後發生的財務風暴，卻以3800多票落選。

## 守護大埔
出身苗栗的林一方於大埔事件中擔任「捍衛大埔巡守隊」隊長，其經營的「竹南咖啡」，為參與大埔事件的社運學生、自救會成員常去的聚會場所。2013年8月21日，林一方在苗栗竹南經營的咖啡店遭不明人士砸店。林一方找玻璃行安裝強化玻璃，沒想到玻璃行老闆24日傍晚6點才把強化玻璃安裝好，當晚就二度被砸店。林一方表示，這起事件是惡徒蓄意挑釁公權力，砸店1次還不夠，刑事案件的偵辦過程中，居然又砸第2次，這樣的事件不僅危害人民的財產安全，更威脅人民的生命。竹南咖啡前後遭襲三次。
他呼籲苗栗縣長劉政鴻不應該再規避媒體採訪，必須查清任內歷年來發生的種種疑案，包括苗栗縣環保局長黃宏昌燒炭自殺、苗栗縣環保局副局長陳萬連跳樓自殺、竹南地政事務所主任賴紹本投海自殺、劉政鴻的司機范嘉哲燒炭自殺、苗栗地院一名女法官疑似燒炭自殺未遂等案。

## 抗議民進黨
2016年3月16日，針對即將全面執政的民進黨所提的黨版的監督條例打算用「兩岸」字眼，而捨棄具有主權意義的中華民國或台灣等用詞，林一方16日中午12時起在民進黨中央黨部絕食抗議。

## 外部連結
- 林一方的Facebook專頁
- 1999.410公投絕食行動 / 台灣獨立建國聯盟盟員 黃昭堂‧李勝雄‧楊金海‧林一方參與無限期絕食
- 林一方後援會 （页面存档备份，存于）
- 林一方的部落格
- bike for Taiwan in Japon